# Sigbert Josef Maria Ganser
Sigbert Josef Maria Ganser, född 24 januari 1853 i Rhaunen, död 4 januari 1931, var en tysk läkare.
Ganser studerade i Würzburg, i Strassburg samt i München, där han var lärjunge till Bernhard von Gudden.  Han blev medicine doktor 1876, var överläkare vid det kommunala sjukhuset i Dresden 1886-89 och var därefter chef för Städtische Irren- und Siechenhaus. Han författade en mängd arbeten över hjärn- och nervanatomi och vissa kliniska arbeten, däribland Über einen eigenartigen hysterischen Dämmerungszustand (Arch. for Psykiatrie, XXX).